# Ah, But Underneath (Desperate Housewives)
"Ah, pero por debajo" es el segundo episodio de la serie de televisión de la ABC, Desperate Housewives. Es el segundo episodio de la primera temporada. El episodio fue escrito por Marc Cherry y fue dirigido por Larry Shaw. Su emisión original fue el 10 de octubre de 2004. 

## Estrellas invitadas
- Christine Estabrook como Martha Huber.
- Sam Lloyd como Dr. Albert Goldfine.
- Jan Hoag como la mujer que regañó a Lynette.

## Co-Starring
- Brent Kinsman como Preston Scavo.
- Shane Kinsman como Porter Scavo.
- Zane Huett como Parker Scavo.
- Timothy Brennen como Policía.
- Adam Lieberman como veterinario.

## Recapitulación del episodio

### Lynette Scavo
Con Tom fuera de la ciudad otra vez, Lynette Scavo tiene problemas con sus hijos mientras maneja el automóvil. Lynette trata de utilizar todos los métodos posibles para que se callen, pero los niños no obedecen. Un policía los detiene, pues ve que Lynette no maneja bien y los niños no tienen puesto el cinturón de seguridad. Después de decirle que la multará, le insulta sus métodos de crianza. Lynette se enoja todo cuanto puede y le explica lo difícil y estresante que es ser mamá de tiempo completo. Al oficial le asusta, y ve lo estresada que está Lynette. El policía le perdona la multa, sobre advertencia. 
Más tarde ese mismo día, la señora Huber va a recoger ropa para Edie a la casa de Lynette. Por medio de chismes la señora Huber se entera de que Lynette tuvo una discusión con el policía. Tras oír la versión de Lynette, la señora Huber le cuenta que cuando era niña ella le parecía desesperante a su madre, entonces la mamá de Huber la abandonó en la calle para que aprendiera. Minutos después regresó, pero la señora Huber nunca más volvió a portarse mal. Lynette promete hacerlo de no quedar otra opción. 
Cuando los niños se vuelven a comportar mal, Lynette maneja a una banqueta y les ordena bajarse, al ver lo enojada que estaba su mamá los niños obedecen. Lynette se va y se oculta tras una calle y espera unos momentos. Lynette conduce alrededor de la calle y regresa, y para su sorpresa sus hijos no están. Lynette entra en pánico y baja del coche, le pregunta a una señora si ha visto a sus hijos. La señora le dice que sí, y que los tiene en su casa porque vio el "abandono" de Lynette a sus hijos. Lynette le dice que no los abandonó, que en realidad los dejó para enseñarles una lección. La mujer le recomienda a Lynette ir con un psicólogo pues su comportamiento no es normal, y le dice que si no se va llamara a la policía. Lynette le grita a los niños y les dice que salgan. Ellos le dicen que tienen galletas, pero Lynette se las deja comer con tal de que salgan. Mientras salen la señora les impide el paso, pero los niños la muerden y la tiran. La familia completa corre al auto, y cuando Lynette les ordena ponerse los cinturones, ellos lo hacen rápido y sin protesta alguna.

### Gabrielle Solís

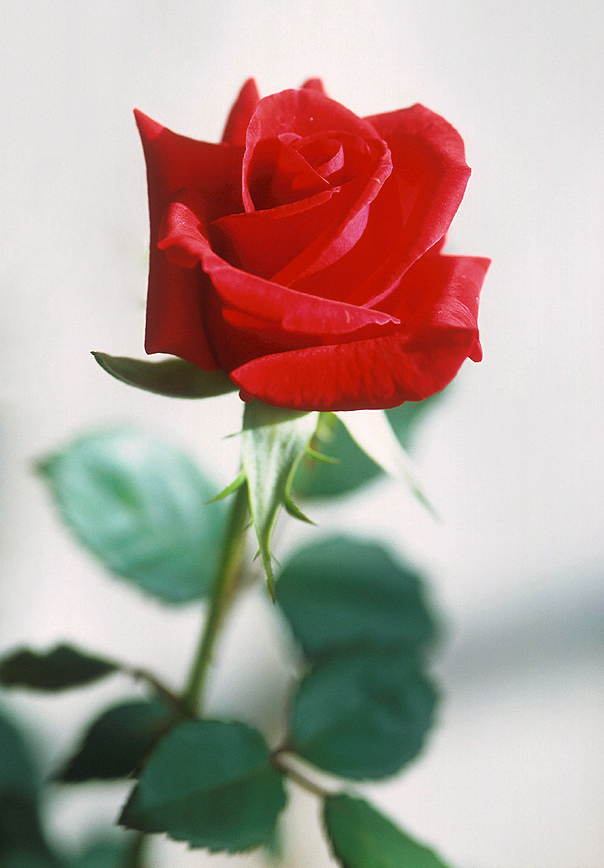
Una rosa, símbolo del amor de John.

Mary Alice pensaba que conocía a todos, pero ahora que lo ve todo, se dio cuenta de que nunca vio debajo de la superficie. Ella descubre esto, cuando observa que su amiga Gabrielle Solís era una mujer ahogándose en su aburrida vida, y de estar viva la ayudaría. En vida, Mary Alice solo veía un lado de Gabrielle, el lado que todos veían y el cual Gabrielle solo dejaba ver: su costosa joyería, su fabulosa ropa diseñada, y su reloj de diamantes. Gabrielle se sentía sola pues su esposo, Carlos Solís, nunca estaba en casa. Pero Gabrielle sabía que sin Carlos ni dinero podía ser más infeliz. Por eso no se separaba de Carlos, y encontró a alguien que llenara ese espacio: su jardinero John Rowland. John no era solo su jardinero, era su amante, confidente y a pesar de todo amigo de Gabrielle. 
Los dos estaban relajándose en la tina, hasta que Gabrielle escucha un ruido de afuera. Se acerca a la ventana y ve a su esposo bajando del coche y checando la correspondencia. Gabrielle entra en pánico y jala a John hacia las escaleras sin decir nada, pero John comprende. Los dos bajan apresurados, Gabrielle tiene puesta una bata de baño y John una toalla cubriendo lo que hay desde su cintura hasta sus pies. Carlos pone la llave en la puerta, y Gabrielle actúa por instinto tirando a John por la ventana. Gabrielle agarra la toalla y se la pone en su cabeza. Simultáneamente, Carlos entra a la casa sin saber lo que pasa. Carlos le pregunta a Gabrielle por qué se bañó otra vez, ella responde porque hacía ejercicio (esto lo hace mientras esconde los calzones de John bajo un cojín). Cuando Carlos pregunta dónde está John si su camioneta está afuera, Gabrielle se pone nerviosa y no sabe qué decir. John aparece detrás de la ventana con una camisa y regando los arbustos. Carlos le recuerda a John terminar el trabajo en el ficus cuando termine. Gabrielle sonríe aliviada, y se descubre que John riega las plantas sin nada más que su camisa.
Después de haber sido casi descubierta por Carlos, Gabrielle decide empezar a tener relaciones sexuales en la casa de John. Cuando Gabrielle se presenta inesperadamente en el departamento de John, él le ofrece el signo de su amor hacia ella: una rosa. Gabrielle se siente halagada por el regalo de John, y este le dice que espera que su relación sea duradera. Gabrielle se siente rara, pues para ella es solo una aventura para "escaparse" de su tediosa y rutinaria vida; pero ve que John está enamorado. Cuando John ve que Carlos le compró un auto nuevo a Gabrielle, se da cuenta de que Carlos está enamorado de ella y que Gabrielle lo amaría si estuviera más tiempo con ella, entonces decide compartirla.

### Bree Van de Kamp
Mientras, Bree Van de Kamp trata de salvar su matrimonio al ir con el doctor Goldfine, considerado el terapista número uno de Fairview. El Dr. Goldfine había tenido casos de abuso doméstico, relaciones sexuales extramatrimoniales, y peleas maritales pero nunca un caso tan excéntrico como el de los Van De Kamp. En su primera sesión, Rex habla de todos sus problemas maritales con toda soltura, pero cuando es turno de Bree evade la situación con una pequeña plática. Dr. Goldfine le dice que a veces tiene que preocuparse más en ella y en su esposo, y dejar a un lado las obsesiones de la limpieza y la sobreprotección de sus hijos. Mientras el Doctor Goldfine sugiere esto, Bree lo ignora (sin querer) por ver el botón que se descoció del traje del doctor Goldfine. 
Después de la sesión, Bree regresa con el Dr. Goldfine para ofrecerse a recocer su botón. Mientras ella le hace este favor, los dos hablan acerca de Rex. Bree dice que Rex siempre exagera, y que no todos los problemas maritales son su culpa. Dr. Goldfine concuerda con esto, pero le dice que la culpa es compartida. 
En su siguiente sesión, Rex vuelve a hablar de la perfección de Bree; pero el Dr. Goldfine pone cierta inclinación a favor de Bree. El Doctor Goldfine le dice que todos los problemas del que él se queja, lo deserían tener muchos esposos, pues Bree siempre tiene limpia la casa, lavada y planchada su ropa, la comida es variada etc. y todo lo hace sin que se lo pidan. Rex reflexiona sobre lo que el doctor Goldfine dijo. Bree le sonríe al doctor Goldfine.

### Susan Mayer

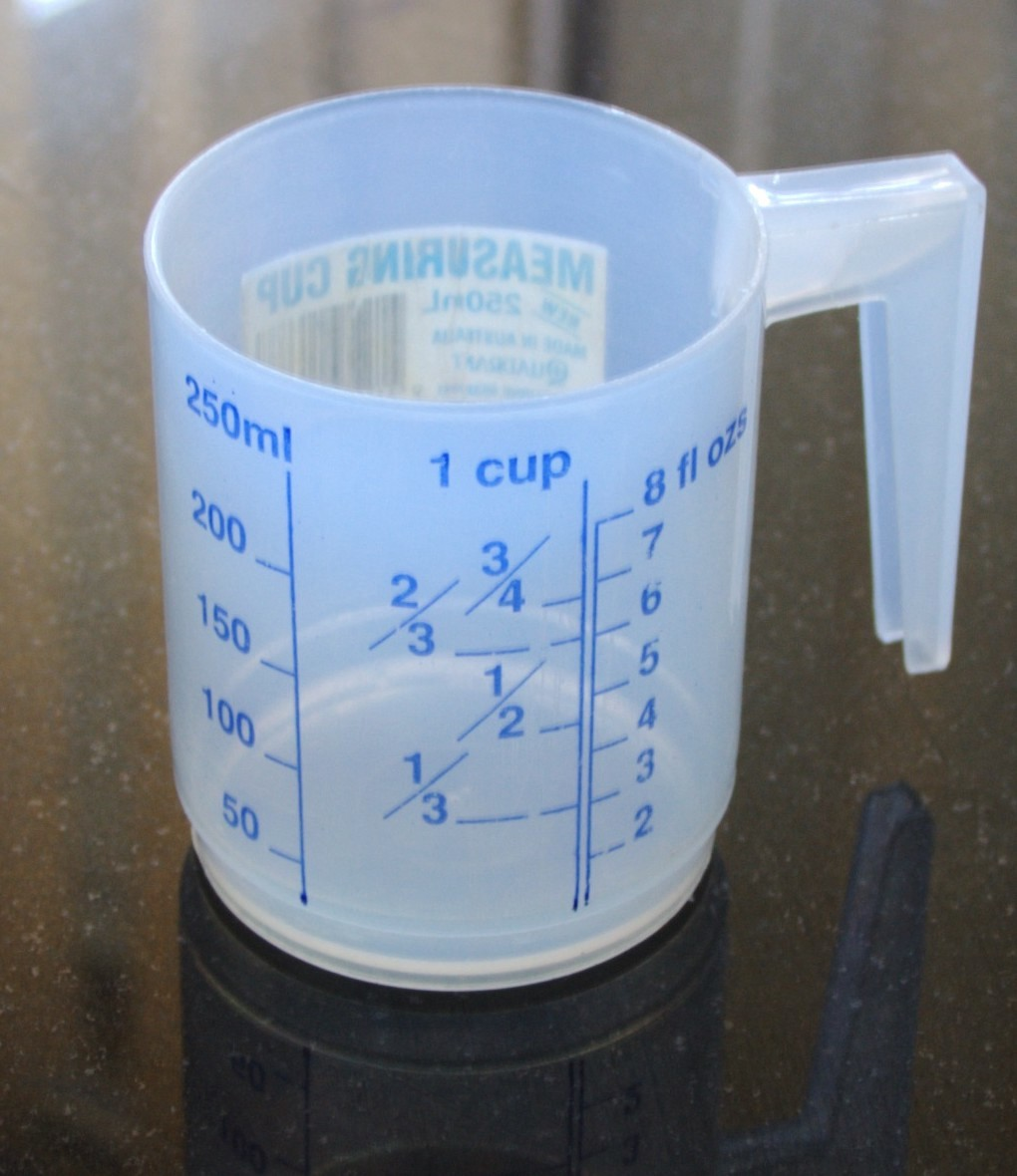
La copa medidora, pista del crimen de Susan.

Susan decide hacer su propia movida al invitar a Mike a la cena anual de bienvenida a los nuevos vecinos, dicha cena es pura mentira pues es la primera vez que la hará y solo con Mike. Mike acepta. Pero sabiendo que la cocina de Susan es mala, Mike propone hacer la cena en su casa y hecha por él. Mike también invita a Julie. Mientras ellos hablan, son interrumpidos por Edie Britt la cual pregunta de qué hablan. Mike le dice a Edie que Susan lo acaba de invitar a su tradicional cena de bienvenida a los nuevos vecinos. Edie (intuyendo el engaño de Susan, y para hacer su movida) le pregunta porqué nunca le hizo una a ella. Edie decide autoinvitarse a la cena. Mike dice que por él está bien, que la que decide es Susan, ella acepta para no parecer mala. 
Susan definitivamente lleva a Julie, pues con ella presente Edie no hará cosas inapropiadas para seducir a Mike. Susan trata de llegar temprano para ayudar a Mike (y evadir a Edie), pero Edie llegó antes que ella. La cena va increíblemente bien (algo no normal en la vida de Susan) a excepción de Bongo, el perro de Mike, quien se interesó más por Edie. Susan piensa que para no perder a Mike debe hacer algo simpatizando a Bongo, entonces decide untar comida en su arete. Susan logra que Bongo le haga caso, pero Bongo se traga el arete de Susan y se empieza a ahogar. Mike se apresura a salir al hospital de animales. Julie y Edie se quedan a limpiar, mientras Susan acompaña a Mike. En el hospital de animales, Susan se disculpa con Mike por lo sucedido, y Mike también se disculpa por ser grosero pues el perro era de su antigua esposa. Susan se da cuenta de que Mike sigue enamorado de su esposa muerta, y que por un tiempo ni ella ni Edie lograrán conquistar su corazón. Susan lo abraza, hasta que le dicen que Bongo está bien.
Edie se muda a casa de la señora Huber, después de su incendio. En la escena del crimen, la señora Huber encuentra una pieza de evidencia: la copa medidora de Susan, aunque Huber aún no sabe de quién es. Más tarde ese día, la señora Huber recolecta ropa para Edie, va a la casa de Susan donde se encuentra con Julie. Martha Huber empieza a inspeccionar las bolsas del supermercado de Susan y se encuentra con una taza medidora idéntica a la que encontró en casa de Edie.

### El misterio de Mary Alice
Las "desesperadas" se reúnen en la casa de Susan para discutir qué hacer con la misteriosa carta de chantaje a Mary Alice Young. Susan dice que deben dársela a Paul, pues él puede ayudarlas a encontrar evidencias del culpable. Gabrielle quiere destruirla. Bree está de acuerdo con Gabrielle, pero Lynette las contradice diciendo que solo harán las cosas peor. Las cuatro se van sin ninguna solución, sólo con la promesa de discutirlo en la mañana.
En la madrugada, Paul Young tira el arcón de juguetes al lago de Fairview. El contenido de dicho arcón son desconocidos hasta este punto, haciendo más interesante el misterio de Mary Alice.
Después del incidente con Bongo, Edie se queda a lavar los platos y guiados por Mary Alice Young vemos que Mike tiene mucho dinero, una pistola y un mapa con información de los residentes de Wisteria Lane.
El arcón de juguetes flota en la superficie del lago.

### Reflexiones de Mary Alice
"Pasa algo extraño al morir; los sentidos desaparecen gusto, tacto, olfato y oído son solo un recuerdo distante; pero la vista, ¡ah! La vista se expande, de pronto vemos tan claro el mundo que dejamos atrás; claro que casi todo lo que es visible para los muertos lo es para los vivos... si tan sólo se tomarán el tiempo de mirar".
"Sí, mientras veo el mundo que dejé atrás, es tan claro para mí: la belleza que espera ser valorada; los misterios que anehelan ser descubiertos [se ve el misterioso mapa de Mike]. Pero la gente no se detiene a observar, solo siguen su camino... la verdad es una pena, hay tanto que ver".

## Referencia del título
El nombre del episodio original es Ah, But Underneath que es una canción del musical de Stephen Sondheim, Follies. (Fue escrita en 1987 en una producción de Londres que remplazó "The Story of Lucy and Jessie". Este cambio no ocurrió legalmente en el papeleo de los musicales).

## Apego a la historia
Ah, pero por debajo se apega a:
- Lynette: Ah, pero por debajo los niños te quieren mucho.
- Gabrielle: Ah, pero por debajo John me ama.
- Susan: Ah, pero por debajo Mike sigue queriendo a su exesposa.
- Bree: Ah, pero por debajo mi matrimonio no es perfecto.
- Y a Paul al esconder sus oscuros secretos por debajo del agua.

## Títulos internacionales
- Francés: Un chien dans un jeu de filles (Un perro en juego de mujeres).
- Alemán: Unter der Oberfläche (Por debajo de las superficies).
- Húngaro: Óh, de lent a mélyben! (Ah, pero por debajo).
- Italiano: La verità sfuggevole (La verdad dormida).
- Inglés: Ah, but underneath (Ah, pero por debajo).

- Datos: Q1471655